# Desintegración de partículas

La desintegración beta del neutrón está mediada por un bosón W^{−}, que transforma uno de sus quarks, y se desintegra en el par electrón-antineutrino.

En física, una desintegración es un proceso en el que una partícula, elemental o compuesta, se transforma en otras. En el caso particular de la desintegración de núcleos atómicos se habla de desintegración radiactiva. Otras partículas, como los hadrones o las partículas elementales del modelo estándar, también sufren desintegraciones. Una partícula que decae en otras más ligeras de forma espóntanea se dice inestable. 
En general, una partícula de un tipo dado puede desintegrarse de diversas formas, según qué interacción esté involucrada y cuáles sean los productos —las partículas finales—. Cada una de estas formas se denomina un canal. A priori no es posible predecir el canal mediante el que se desintegrará una cierta partícula —es aleatorio—, aunque sí las probabilidades relativas para cada uno de ellos. En las desintegraciones se respetan leyes de conservación que aseguran que el valor de ciertas cantidades es igual tanto al comienzo como al final del proceso. Estas pueden ser la energía, el momento, la carga eléctrica u otros números cuánticos relacionados con las especies de partículas involucradas: el número leptónico, el número bariónico, etc.

## Ejemplos
- Todos los hadrones conocidos son inestables, a excepción del protón (ver desintegración del protón). Por ejemplo, un neutrón libre se desintegra en un protón junto con un electrón y un antineutrino electrónico, con una vida media de aproximadamente 15 minutos.[1] Este proceso se denomina desintegración beta:

{\displaystyle n\to p+e^{-}+{\bar {\nu }}_{e}}

- El electrón es una partícula estable, pero el resto de leptones cargados del modelo estándar —el muon y el tau, las «copias pesadas» del electrón— son inestables.

- El muon decae en un electrón junto con dos neutrinos, un antineutrino electrónico y un neutrino muónico, con una vida media de unas 2 millonésimas de segundo:

 {\displaystyle \mu ^{-}\to e^{-}+\nu _{\mu }+{\bar {\nu }}_{e}}

- El tau tiene una vida media de 3 billonésimas de segundo, y decae de múltiples formas. En la más habitual se producen dos piones y un neutrino tauónico:

 {\displaystyle \tau ^{-}\to \pi ^{-}+\pi ^{0}+\nu _{\tau }}

## Probabilidad de desintegración
La desintegración de una partícula inestable es un proceso de Poisson, por lo que la probabilidad de que la partícula no se haya desintegrado al transcurrir un tiempo t se describe mediante una distribución exponencial,
{\displaystyle P(t)=\mathrm {e} ^{-t/(\gamma \tau )},}
donde 
{\displaystyle \gamma } es el factor de Lorentz de la partícula, {\displaystyle \gamma ={\frac {1}{\sqrt {1-v^{2}/c^{2}}}}}, que da cuenta de la dilatación temporal que sufre al desplazarse a una velocidad v, y
{\displaystyle \tau } es la vida media de la partícula en reposo.
La vida media establece la escala temporal en la que se produce la desintegración, y es característica de cada proceso. En física de partículas, la vida media de una desintegración está íntimamente relacionada con su anchura de desintegración, magnitud que se puede calcular mediante las herramientas de la mecánica cuántica.